# Provincia del Atrato
La provincia del Atrato fue una de las provincias del Estado Soberano del Cauca y del Departamento del Cauca (Colombia). Fue creada por medio de la ley 81 del 11 de octubre de 1859, a partir del territorio norte de la provincia del Chocó. Tuvo por cabecera a la ciudad de Quibdó. La provincia comprendía el territorio de las actuales regiones chocoanas del Atrato, Darién y Pacífico Norte.

## Geografía

### Límites
La provincia del Atrato en 1859 limitaba al norte con la provincia de San Juan; al este con la provincia del Quindío; al nordeste el límite comprendía la cima del ramo de cordillera que se desprende de los límites señalados a Quindío en las cabeceras de Arquía y forma por esa parte la hoya del Atrato hasta morir en el golfo del Darién al norte de Turbo, limitando por esta parte con los Estados Soberanos de Antioquia y de Bolívar; por el norte las costas del Atlántico en el golfo del Darién hasta el cabo Tiburón, de este punto limitaba por la cordillera con el Estado Soberano de Panamá yendo a tomar el origen del río de La Miel y siguiendo la cordillera por el cerro Gandi y la sierra de Chuyargun y la de Malí a bajar por el cerro Nique a los Altos de Aspavé y de allí al Pacífico entre Cocalito y Ardita; y por el oeste continuaba por la costa del océano hasta cabo Corrientes, donde toca con la provincia de San Juan.

### División territorial
En 1876 la provincia comprendía los distritos de Quibdó (capital), Bagadó, Bebará, Lloró, Murrí, Murindó y Turbo.
En 1905 la provincia comprendía los distritos de Quibdó (capital), Bagadó, Bebará, Carmen, Lloró y Rosario.